# Pamianthe peruviana
Pamianthe peruviana ist eine Pflanzenart aus der Gattung Pamianthe innerhalb der Familie der Amaryllisgewächse (Amaryllidaceae). Diese seltene, epiphytische Art wurde in Peru und Bolivien gefunden und gilt in der freien Natur als ausgestorben.

## Beschreibung

### Vegetative Merkmale

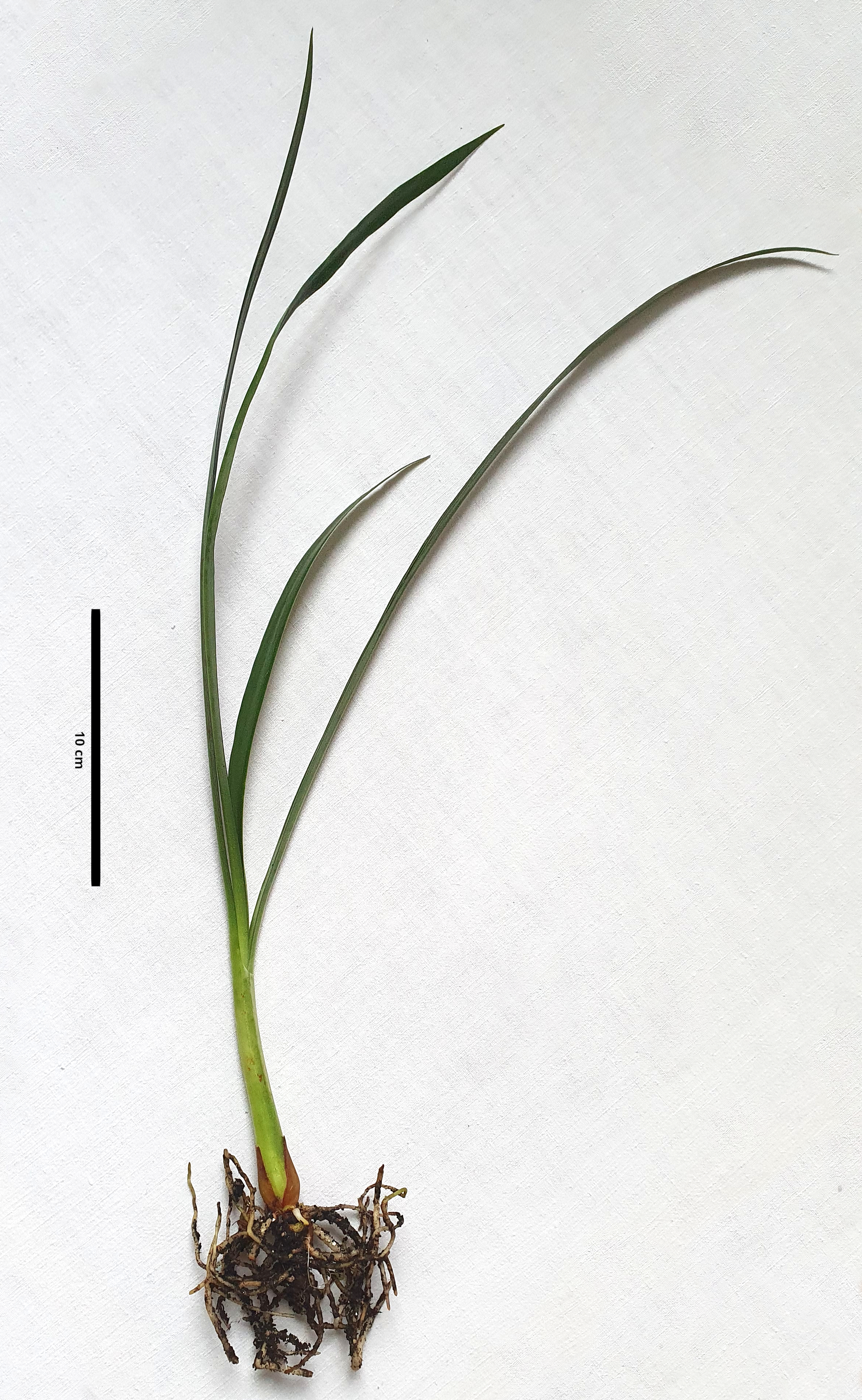
Jungpflanze mit Maßstabsbalken (10 cm)

Pamianthe peruviana ist eine ausdauernde krautige Pflanze mit Zwiebeln als Überdauerungsorgan. Die fünf bis sieben linealischen Laubblätter bilden einen bis zu 30 Zentimeter langen Pseudostamm. Die Wurzeln besitzen ein Velamen. Die dünne und kahle Blattspreite ist bei einer Länge von bis über 50 Zentimetern sowie einer Breite von 2 bis 4 Zentimetern bandförmig, ganzrandig mit mittiger Nute.

### Generative Merkmale

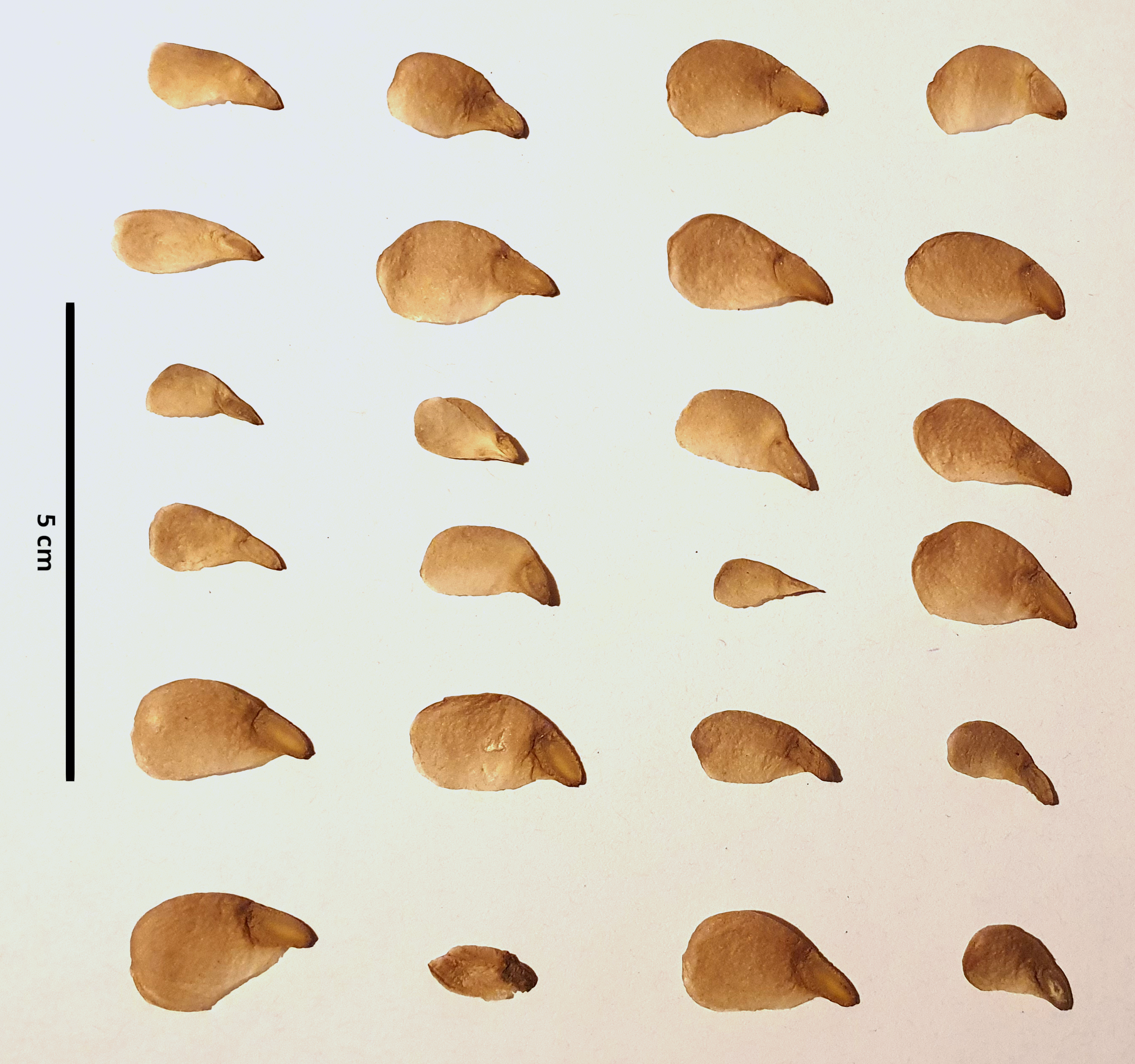
Geflügelte Samen

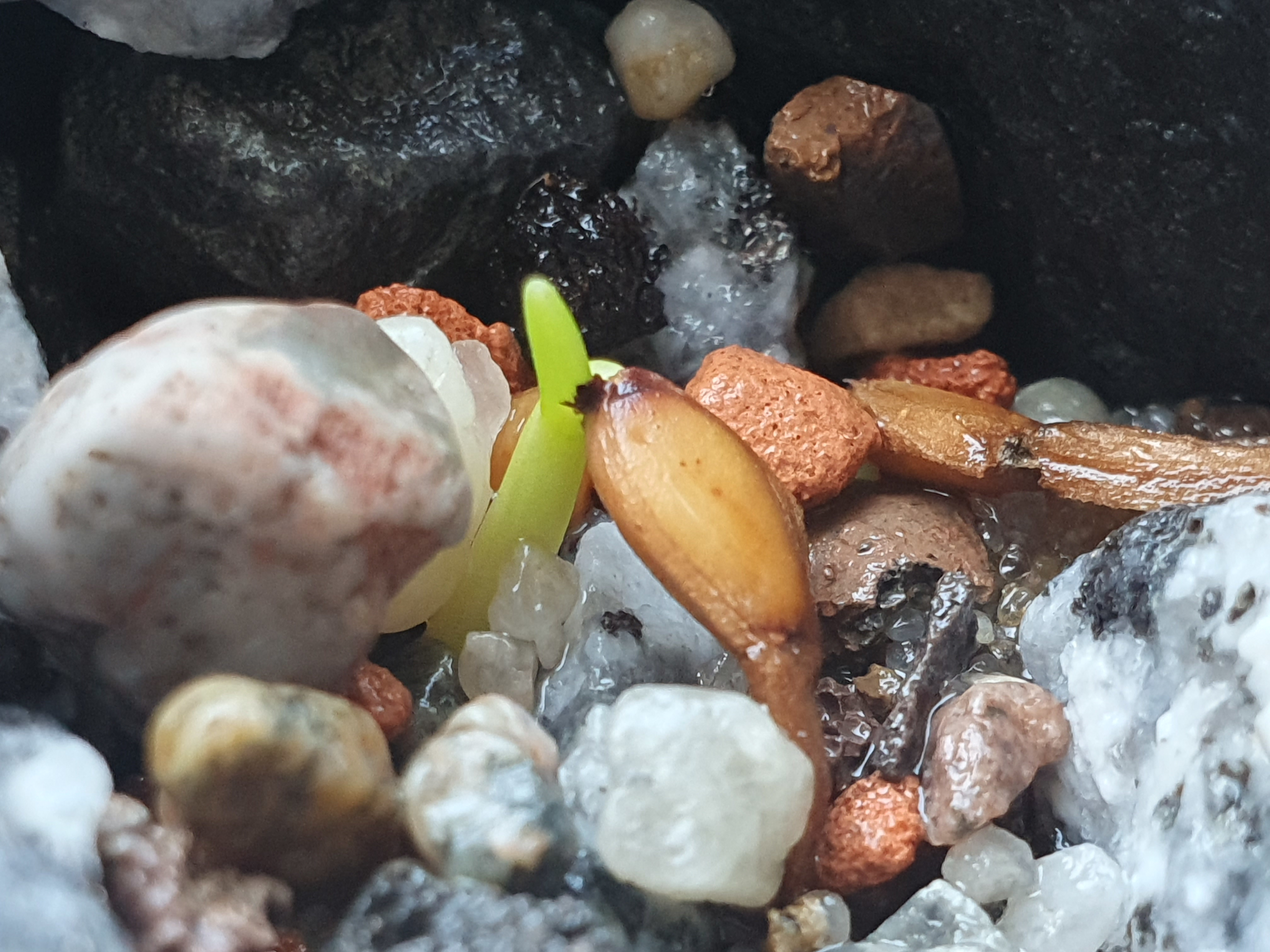
Keimender Pamianthe peruviana Samen mit sich entwickelndem ersten Blatt

Auf einem endständigen Blütenstandsschaft befinden sich zwei bis vier kurz gestielte Blüten mit einem spathaförmigen Tragblatt. Der Blütenstiel ist 1,5 bis 3 Zentimeter lang.
Die zwittrigen, dreizähligen und radiärsymmetrischen Blüten duften intensiv und ähneln den Blüten von Pancratium. Die schmal-trichterförmigen, langen Blüten besitzen eine schmale, 12 bis 25 Zentimeter lange Kronröhre mit innen drei Nektarkanälen. Der unterste Teil der Röhre ist ganz verwachsen. Die sechs weißen, verkehrt-eilanzettlichen, bespitzten Tepalen sind bis 12 Zentimeter lang und länger als die 8 Zentimeter lange, glockenförmige Nebenkrone (Staubblattbecher). Die kurzen und eingebogenen Staubblätter sitzen oben, innen zwischen den Nebenkronzipfeln, die Staubbeutel sind dorsifix, die Staubfadenlinien sind grün. Der dreikammerige, -kantige Fruchtknoten im Blütenbecher ist unterständig mit langem Griffel und leicht gelappter Narbe.
Die bis zu 8 Zentimeter große, dreikantige, leicht holzige Kapselfrucht öffnet sich lokulizidal. Die flachen Samen sind kurz geflügelt.
Die Chromosomenzahl beträgt 2n = 46.

## Ökologie und Kulturbedingungen

### Generative Vermehrung
Aufgrund der Blütenmorphologie wird vermutet, dass Pamianthe-Arten von Schwärmern bestäubt werden. Pamianthe peruviana ist selbstkompatibel. Die Kapselfrüchte reifen in 12 bis 15 Monaten. Die Keimung erfolgt recht schnell unter feuchten Bedingungen bei 16–21 °C. Die Sämlinge erreichen die blühfähige Größe innerhalb von etwa vier Jahren.

### Vegetative Vermehrung
Pamianthe peruviana kann sich auch ungeschlechtlich über Ausläufer vermehren.

## Vorkommen
Pamianthe peruviana wurde entlang von Flüssen und Bächen im nördlichen, feuchtwarmen Mittelperu in Höhenlagen von 1800 Metern aufgefunden. Allerdings ist das genaue Habitat unbekannt.

## Systematik
Die Erstbeschreibung von Pamianthe peruviana erfolgte 1933 durch Otto Stapf in The Gardeners’ Chronicle, ser. 3, 93, S. 106, fig. 51. Ein Synonym für Pamianthe peruviana Stapf ist Pamianthe cardenasii Traub.
Die Art Pamianthe peruviana gehört zu Gattung Pamianthe Stapf aus der Tribus Clinantheae Meerow in der Unterfamilie Amaryllidoideae innerhalb der Familie der Amaryllisgewächse (Amaryllidaceae)
Der Gattungsname Pamianthe ehrt Major Albert Pam (1875–1955), der die ersten Exemplare von Pamianthe peruviana aus Zwiebeln züchtete, die er 1926 aus Peru erhielt. Sie war damals noch die einzige Art der Gattung Pamianthe. Das Artepitheton peruviana verweist auf den Ursprung dieser Art in Peru.